# Starsky and Hutch
Starsky and Hutch var en amerikansk action-og kriminalserie som blev sendt på ABC fra 1975 til 1979. Hovedrollerne som politimændene Starsky and Hutch blev spillet af Paul Michael Glaser og David Soul. Serien blev skabt af William Blinn.

## Handling
Serien handler om to politimænd fra Californien – den mørkhårede David Starky og blonde Ken Hutchinson. De stoler kun på hinanden og går med dødsforagt ind for at sætte en stopper for kriminaliteten.

### Om serien
Starsky and Hutch var oprindelig ret voldelig, men i 1977 blev forfatterene nødt til at dæmpe volden til fordel for en mere romantisk udvikling, og med det sank populariteten og serien stoppede i 1979.
De to politimmænd kører i en knaldrød Ford Torino, en bil som blev et centralt kendetegn ved serien.
I 2004 kom filmen Starsky & Hutch, med Ben Stiller i rollen som David Starski og Owen Wilson i rollen som Ken Hutchinson. Filmen er en humoristisk filmversion af serien.

## Medvirkende
- David Soul ... Det. Ken 'Hutch' Hutchinson ... (72 episoder, 1975-1979)
- Paul Michael Glaser ... Det. Dave Starsky (72 episoder, 1975-1979)
- Bernie Hamilton ... Capt. Harold Dobey (68 episoder, 1975-1979)
- Antonio Fargas ... Huggy Bear (66 episoder, 1975-1979)

## Priser
Serien blev tildelt to People's Choice Award i 1976 og 1977. 
I 1978 blev den nomineret til en Golden Globe.

## DVD
Serien blev udgivet på DVD (region 1 & 2) fra 2004 til 2006.